# Colonia Ejidal, Morelos
Colonia Ejidal är en ort i Mexiko.   Den ligger i kommunen Amacuzac och delstaten Morelos, i den sydöstra delen av landet, 100 km söder om huvudstaden Mexico City. Colonia Ejidal ligger 939 meter över havet och antalet invånare är 331.
Terrängen runt Colonia Ejidal är varierad. Runt Colonia Ejidal är det ganska tätbefolkat, med 104 invånare per kvadratkilometer. Närmaste större samhälle är Puente de Ixtla, 10,3 km öster om Colonia Ejidal. Omgivningarna runt Colonia Ejidal är en mosaik av jordbruksmark och naturlig växtlighet.